# Burgunder (Kaninchenrasse)

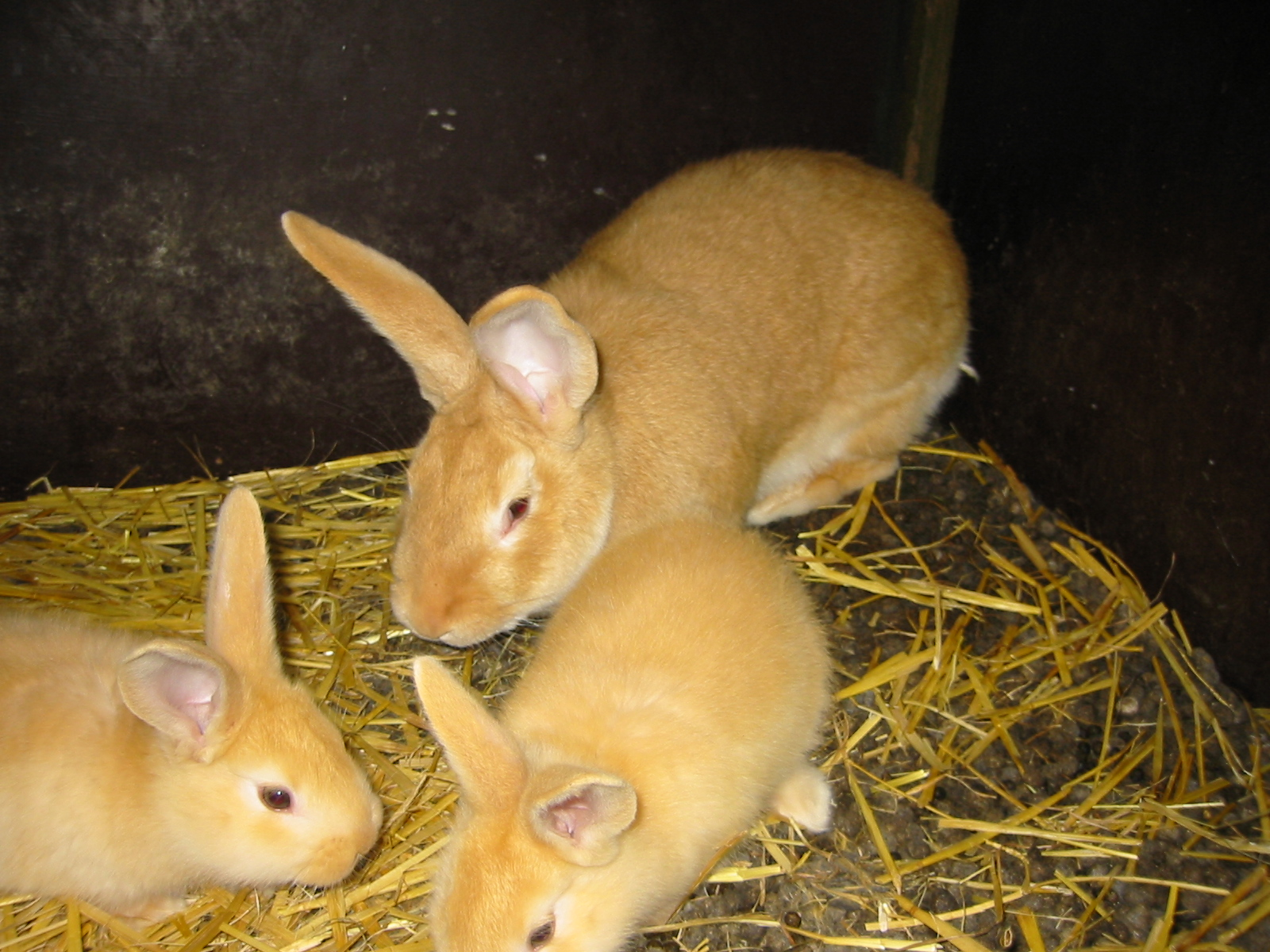
Mutter mit Jungen

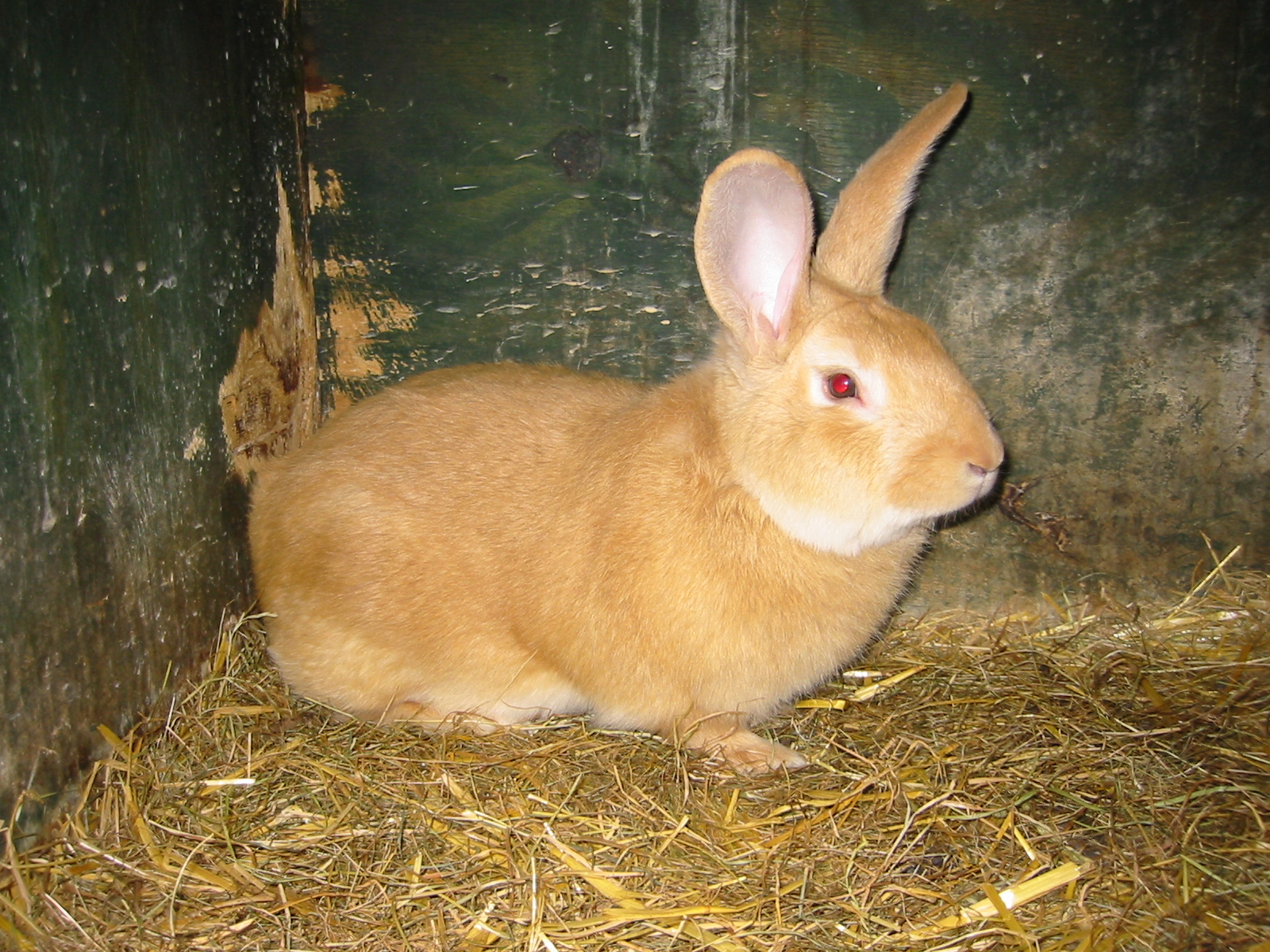
Rammler

Das Burgunderkaninchen ist eine mittelgroße (4,25 bis 5,25 kg) Kaninchenrasse.

## Aussehen des Burgunderkaninchens
Das Burgunderkaninchen hat einen walzenförmigen, relativ hochgestellten Körper. Seine Deckfarbe ist gelbrot, die Bauchunterseite, die Unterseite der Blume und die Wildfarbigkeitsabzeichen sind weiß bis höchstens cremefarben.
Es handelt sich um ein gelbwildfarbiges Kaninchen mit Wirkung des Gelbverstärkers. Die entsprechenden Erbformeln lautet:

AbCDGy2 (Deutsche Symbolik) bzw. ABCDe (Englische Symbolik)
Die Farbe des Burgunder ist deutlich heller als beim Sachsengold und beim Roten Neuseeländer.

## Geschichte des Burgunderkaninchens
Die Ursprünge des Burgunderkaninchens gehen aus der Literatur nicht klar hervor. Französische und Schweizer Züchter waren offenbar an seiner Entwicklung beteiligt, wobei es in der Vergangenheit zu wechselseitigen Kreuzungen mit dem Roten Neuseeländer kam. Der niederländische Standard gibt Frankreich als das Herkunftsland der Rasse an.
Die Charakterisierung der Rasse erfolgte vor dem Ersten Weltkrieg durch Albert Renard, der auch zur Stabilisierung der Reproduktion beitrug. Die Geschichte der Rasse und ihrer Kreuzungen wurde 1919 in einem französischen Tiermagazin, L'Acclimatation, veröffentlicht, als Ursprungsort wird Dijon und die Côte d’Or genannt. Seit 1928 wird die Rasse von dem französischen Verein A.E.L.F.B (Association des éleveurs de lapins Fauve de Bourgogne – Verein der Züchter fahlgelber Burgunder) vertreten.
Die Anerkennung der Rasse in Deutschland erfolgte relativ spät. In der DDR wurde das Burgunderkaninchen erstmals 1980 mit den Bewertungsbestimmungen für Rassekaninchen in sozialistischen Ländern als Rasse zugelassen. Die Anerkennung in der Bundesrepublik erfolgte 1986.

## Ähnliche Rassen
Der Rote Neuseeländer ist deutlich roter gefärbt und zeigt einen viel blockigeren Körperbau.